# Дон (титул)
Дон (ісп. і італ. don МФА: [ˈdon]), дом (порт. і фр. dom [ˈdõ], від лат. dominus — пан, господар, володар; вважати, що don є скороченням ісп. de origen noble — благородного походження є помилкою або жартом) — титул, шанобливе звертання в Іспанії, Італії, Португалії, Франції. При звертанні до жінки — ісп. doña, трансліт. донья [ˈdoɲa], італ. donna, трансліт. донна [ˈdɔnna], порт. dona [ˈdonɐ] дона. Скорочення дон — D., донья / донна / дона — D.ª.

## Використання
Походить від титулу «Домінус». Хоча початково назва використовувалася стосовно членів королівської родини, обраних дворян і церковних ієрархів, в даний час використовується як знак поваги до людини особливого соціального стану чи особи на відповідальній посаді, наприклад довгострокового лідера громади, особи, яка має значні статки. Як звертання, а не титул або ранг, вона використовується з, а не замість, імені людини.
У своєму первісному використанні звертання дон ставивилось перед ім'ям або ім'ям і прізвищем. Таким чином, до шановного Хуана / Жуана Домінгеса було правильним звертання дон Хуан або дон Хуан Домінгес. У випадку використання тільки прізвища, правильним звертанням є сеньйор Домінгес. Вважаються вульгарними (щоб показати плебейське походження) або неввічливими (з наміром зганьбити людину) звертання дон Домінгес, або сеньйор Хуан.